# 24250 Luteolson
24250 Luteolson este un asteroid din centura principală de asteroizi.

## Descriere
24250 Luteolson este un asteroid din centura principală de asteroizi. A fost descoperit pe 4 decembrie 1999 în cadrul proiectului CSS. Asteroidul prezintă o orbită caracterizată de o semiaxă mare de 2,40 ua, o excentricitate de 0,19 și o înclinație de 4,0° în raport cu ecliptica.